# 蓝羽石
蓝羽石（1954年9月—），男，汉族，山东青岛人，中国电子科技集团公司第二十八研究所研究员级高级工程师，中国工程院院士。